# Original Tracks Vol.1
ORIGINAL TRACKS VOL.1 – pierwszy album kompilacyjny japońskiej piosenkarki Namie Amuro with Super Monkey’s. Został wydany 30 września 1996 r., w wersji CD. Album zawiera piosenki wydane w latach 1992–1995.
2 maja 2018 r. album został zremasterowany (cyfrowo poprawiony).

## Lista utworów
CD
| 1.  | Mister U.S.A. (ミスターU.S.A.) (SUPER MONKEY'S)                                           | 4:29    |
|     |                                                                                           |         |
| 2.  | Koi no Cute Beat (恋のキュート・ビート) (SUPER MONKEY'S)                                  | 4:56    |
|     |                                                                                           |         |
| 3.  | DANCING JUNK (SUPER MONKEY'S 4)                                                           | 4:35    |
|     |                                                                                           |         |
| 4.  | Rainbow Moon (レインボウ・ムーン) (Namie Amuro)                                           | 4:16    |
|     |                                                                                           |         |
| 5.  | Aishite Muscat (愛してマスカット) (SUPER MONKEY'S 4)                                      | 4:04    |
|     |                                                                                           |         |
| 6.  | Wagamama wo Yurushite (わがままを許して) (SUPER MONKEY'S 4)                               | 5:06    |
|     |                                                                                           |         |
| 7.  | PARADISE TRAIN (Namie Amuro with Super Monkey’s)                                          | 4:31    |
|     |                                                                                           |         |
| 8.  | Kanashiki Broken Boy (悲しきブロークン・ボーイ) (Namie Amuro with Super Monkey’s)         | 4:45    |
|     |                                                                                           |         |
| 9.  | TRY ME ~Watashi wo Shinjite~ (TRY ME～私を信じて～) (Namie Amuro with Super Monkey’s)     | 3:57    |
|     |                                                                                           |         |
| 10. | MEMORIES ~Ashita no Tame ni~ (MEMORIES～明日のために～) (Namie Amuro with Super Monkey’s) | 4:01    |
|     |                                                                                           |         |
| 11. | Taiyou no SEASON (太陽のSEASON) (Namie Amuro)                                             | 3:30    |
|     |                                                                                           |         |
| 12. | Heart ni Hi wo Tsukete (ハートに火をつけて) (Namie Amuro)                                 | 3:23    |
|     |                                                                                           |         |
| 13. | Stop the music (Namie Amuro)                                                              | 3:37    |
|     |                                                                                           |         |
| 14. | GOOD-NIGHT (Namie Amuro)                                                                  | 5:08    |
|     |                                                                                           |         |
|     |                                                                                           | 1:00:18 |
|     |                                                                                           |         |

## Oricon
| Diagram                                                    | Pozycja |
| ---------------------------------------------------------- | ------- |
| Dzienny diagram Oricon (w pierwszym dniu sprzedaży)        | #-      |
| Tygodniowy diagram Oricon (w pierwszym tygodniu sprzedaży) | #3      |
| Miesięczny diagram Oricon (w pierwszym miesiącu sprzedaży) | #-      |
| Roczny diagram Oricon                                      | #64     |

### Pozycje wykresu Oricon
Album "ORIGINAL TRACKS VOL.1" osiągnął #3 miejsce na cotygodniowym wykresie Oriconu. Sprzedano 409 270 egzemplarzy w 1996 roku, stając się numerem #64 albumu roku. .